# Pięknosuseł kaskadowy
Pięknosuseł kaskadowy (Callospermophilus saturatus) – endemiczny gatunek gryzonia z rodziny wiewiórkowatych. Zamieszkuje tereny w Stanach Zjednoczonych i Kanadzie. 

## Systematyka
Na podstawie badań filogenetycznych (2009) z rodzaju Spermophilus wydzielono nowy rodzaj pięknosuseł (Callospermophilus), który objął także C. saturatus (uprzednio Spermophilus (Callospermophilus) saturatus). 

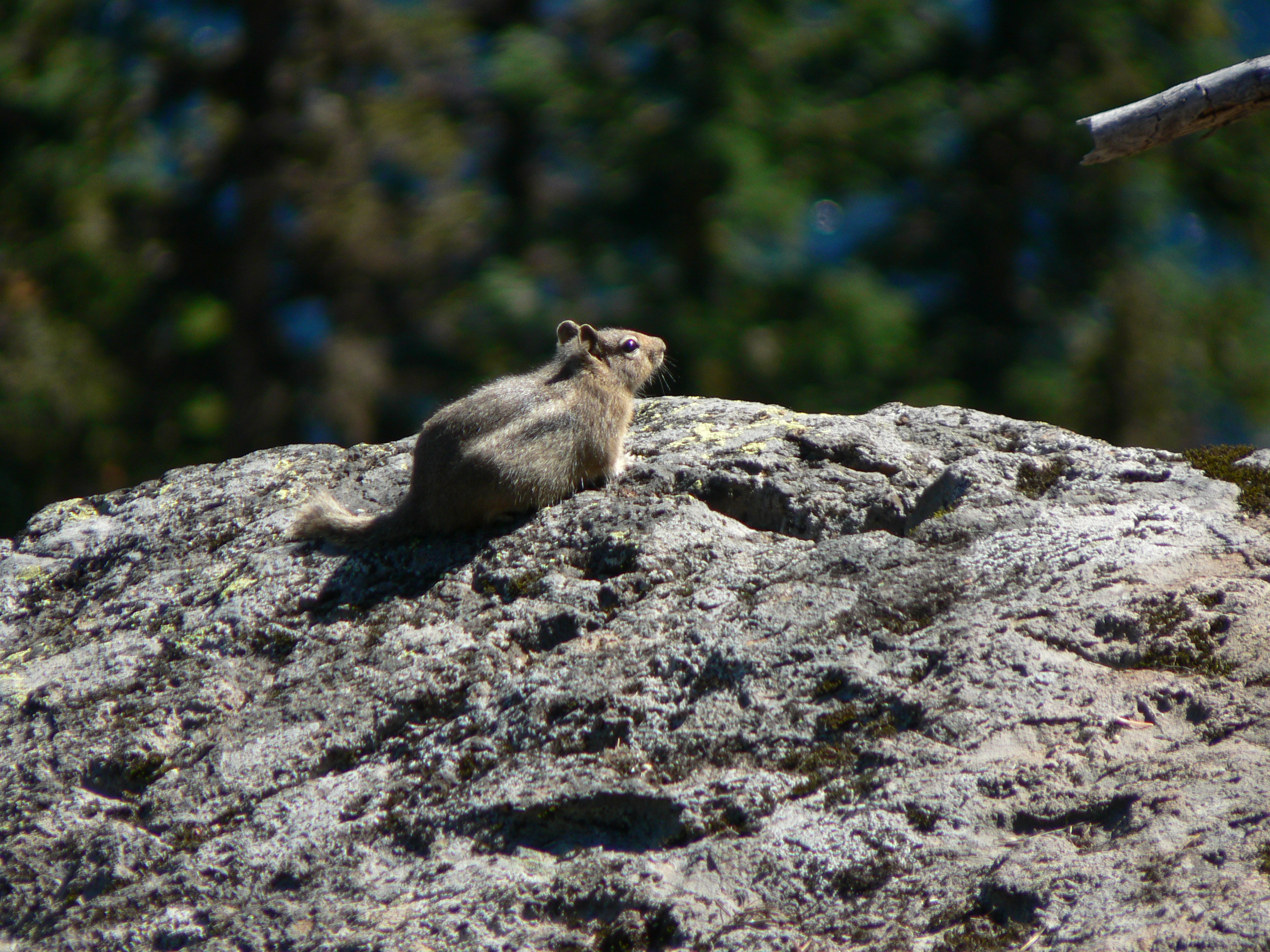
Pięknosuseł kaskadowy w puszczy Alpine Lakes w Górach Kaskadowych; stan Waszyngton

## Morfologia
Pięknosuseł kaskadowy jest gryzoniem o średniej wielkości. Długość ciała samic zawiera się w przedziale 286–312 mm, a samców – 287–315 mm. Masa ciała dorosłego osobnika to 200–350 g. Wybarwienie sierści w części grzbietowej jest ciemnoszaro–brązowe. Po bokach białe pasy, obwiedzione słabo zaznaczonym paskami w kolorze czarnym. Takie charakterystyczne pasy są znacznie słabiej wykształcone niż u pokrewnych gatunków rodzaju Callospermophilus. Wzór zębowy C. saturatus: {\displaystyle {\tfrac {1023}{1013}}}.
| Część ciała                  | Samce – przedział | Samce – wymiar średni | Samice – przedział | Samice – wymiar średni |
| ---------------------------- | ----------------- | --------------------- | ------------------ | ---------------------- |
| długość tułowia z głową (mm) | 287–315           | 305                   | 286–312            | 300                    |
| długość kręgów ogona (mm)    | 100–118           | 110,9                 | 92–116             | 106,5                  |
| długość łap tylnych (mm)     | 44–49             | 46,5                  | 43–48              | 45,4                   |
| długość uszu (mm)            | 16–18             | 17                    | 17–18,5            | 17,8                   |

## Rozmieszczenie geograficzne
Pięknosuseł kaskadowy zamieszkują tereny w Ameryce Północnej – Góry Kaskadowe w kanadyjskiej Kolumbii Brytyjskiej, oraz zachodnią część stanu Waszyngton w  Stanach Zjednoczonych.